# Markivka, Tîvriv
Markivka (în ucraineană Марківка) este localitatea de reședință a comunei Markivka din raionul Tîvriv, regiunea Vinnița, Ucraina.

## Demografie
Componența lingvistică a localității Markivka
     Ucraineană (98,84%)
     Rusă (1,16%)
Conform recensământului din 2001, majoritatea populației localității Markivka era vorbitoare de ucraineană (98,84%), existând în minoritate și vorbitori de rusă (1,16%).